# Josef Řebíček

Königl. Musikdirektor Josef Řebíček

Josef Řebíček (* 7. Februar 1844 in Prag; † 24. März 1904 in Berlin) war ein tschechischer Violinist, Komponist und Dirigent.

## Leben
Josef Řebíček studierte als Achtjähriger Klavier an der Musiklehranstalt von Josef Proksch, dann mit elf Jahren Violine am dortigen Konservatorium bei Mildner. Er war beim Weimarer Hoforchester unter Franz Liszt angestellt und mit 19 Jahren Konzertmeister eines selbständigen Orchesters in Prag, später am Prager Deutschen Landestheater. Er kam 1866 als Konzertmeister nach Wiesbaden, wo er bis Ende 1882 neben Jahn der musikalische Leiter des königlichen Theaters war. In Warschau wurde Josef Řebíček am 13. Januar 1883 Nachfolger von Adam Muenchheimer, bis er 1891 nach Budapest wechselte, wo er Gustav Mahler ablöste.
In Budapest wirkte Řebíček zwei Jahre und kam 1893 nach Wiesbaden zurück, wo er bis 1897 blieb und er unter Franz Mannstädt und mit Schlar arbeitete. Für die Eröffnungsvorstellung des neuen Wiesbadener Theaters 1894 komponierte Josef Řebíček ein Festspiel und brachte es zur Aufführung. Im Jahre 1897 wechselte er als Kapellmeister zum damaligen Berliner Philharmonischen Orchester, das er immer dann dirigierte, wenn Arthur Nikisch beispielsweise in Leipzig auftrat.
In der Wiesbadener Zeit von 1866 bis 1882 förderte er die Rezeption der Werke Richard Wagners, woran seine Frau, die Sängerin Elisabeth Řebíček-Löffler, die er in Wiesbaden kennenlernte und 1873 heiratete, wesentlichen Anteil hatte. In seiner Zeit bei den Berliner Philharmonikern garantierte er nicht nur den „Normalbetrieb“, er führte auch so verdienstvolle Neuerungen wie die populären „Bierbank-Konzerte“ ein, Konzerte von hoher Qualität und durchaus erster Besetzung, aber zu einem erschwinglichen Preis auch für den „kleinen Mann“.
Da die Berliner Philharmoniker eine Genossenschaft waren und ohne Zuschüsse des Staates oder der Hofschatulle auskommen mussten, nahm er keinen Urlaub: stattdessen fuhr das Orchester in der Sommerpause nach Scheveningen und übernahm dort die Kurkonzerte im großen Kursaal. Auf der An- und später bei der Rückreise wurde mehrere Male Station gemacht, um täglich ein Konzert anzubieten. Eine Reihe von Künstlern hatte ihren ersten Erfolg und Durchbruch mit und durch Řebíček, so z. B. Fritz Kreisler. Es gab auch enge Verbindungen zu Max Bruch. Schon in der Wiesbadener Zeit war das Ehepaar Řebíček mit Bruch und dessen Werken aufgetreten. In Berlin verhalf Řebíček dem Finnen Ernst Mielck, einem Lieblingsschüler Bruchs, zu einer Auftrittschance.
Řebíček starb 1904 und wurde auf dem Dorotheenstädtischen Friedhof in Berlin beerdigt. Das Grab existierte noch bis in die 1950er Jahre, ist heute aber nicht mehr vorhanden.
Ihm wurde der Preußische Kronenorden IV. Klasse verliehen.

## Werke (Auswahl)
- Sonate für Violine und Klavier op. 3, Bote & Bock, Berlin OCLC 78995462
- Drei Romanzen für Violine und Klavier op. 4, Bote & Bock, Berlin, 1879 OCLC 741746114
- Festspiel nach Textvorlage von G. von Hülsen und J. Lauff
- Symphonie in H-moll